# Montefalcone nel Sannio
Montefalcone nel Sannio är en ort och kommun i provinsen Campobasso i regionen Molise i Italien. Kommunen hade 1 486 invånare (2018).